# Ubu sur la Butte
Pour les articles homonymes, voir Ubu (homonymie).
Ubu sur la Butte est une pièce d'Alfred Jarry mettant en scène le personnage du Père Ubu. Il s'agit d'une réduction en deux actes d'Ubu roi, qui en compte cinq, pour le théâtre de marionnettes du Guignol du cabaret des Quat'z'Arts de Paris où elle fut représentée pour la première fois en 1901. On notera par ailleurs un prologue dans la tradition du théâtre de marionnettes « guignolesque » où apparait le directeur du théâtre et Guignol lui-même. Cette pièce, méconnue, reste intéressante par son minimalisme.
Le texte est paru une première fois en 1906 chez Edward Sansot à Paris.